# 李惠天
李 惠天（イ ヘチョン、1985年4月8日 - ）は、大韓民国・ソウル特別市出身のプロバスケットボール選手である。ポジションはシューティングガード。身長188cm、体重80kg。

## 来歴
ラクセン高校から中央大学校に進学。
2010年、仙台89ERSに入団。

## 経歴
- ラクセン高校 - 中央大学校 - 仙台89ERS（2010年〜）